# Артилерійська розвідка
Артилері́йська ро́звідка — вид забезпечення бойової діяльності ракетних військ і артилерії. Основне завдання артилерійської розвідки — добування і обробка даних, необхідних для підготовки ефективного вогню артилерії та ударів тактичних ракет.
Є складовою частиною військової розвідки. Артилерійська розвідка ведеться в тісній взаємодії з розвідкою інших родів військ сухопутних військ, військово-повітряних сил, а на приморських напрямах і військово-морських сил.
Завдання артилерійської розвідки:
- виявлення і визначення координат тактичних засобів зброї масового ураження та високоточної зброї противника, його артилерії, мінометів, танків, протитанкових засобів, пунктів управління, радіоелектронних засобів та інших важливих об'єктів (цілей) на позиціях, в районах зосередження і на марші;
- визначення місця розташування опорних пунктів, характеру їх оборонних споруд, загороджень і системи вогню;
- дорозвідка об'єктів (цілей), намічених для ураження ракетами і вогнем артилерії;
- розвідка місцевості і метеоумов в районах розгортання частин в бойовий порядок і маршрутів їх пересування.

На артилерійську розвідку покладається також контроль за результатами ударів тактичних ракет, коректування вогню артилерії, спостереження за діями противника та своїх військ.
Головні зусилля артилерійської розвідки зосереджуються на своєчасному виявленні і визначенні координат тактичних засобів зброї масового ураження та високоточної зброї противника та безперервному спостереженні за ними аж до їх знищення. Артилерійська розвідка організовується командирами і штабами ракетних військ та артилерії і ведеться розвідувальними підрозділами артилерії за допомогою оптичних, електронно-оптичних приладів, звукометричних, радіолокаційних та радіотехнічних станцій, а екіпажі розвідувально-корегувальних вертольотів ведуть повітряну розвідку.
Відомості про противника артилерійська розвідка отримує також із захоплених у нього документів, озброєння, бойової техніки, допитів полонених, опитування місцевих жителів.
Залежно від вживаних засобів артилерійська розвідка підрозділяється на оптичну, звукову, радіолокаційну, радіотехнічну, фотограмметричну.
Для її ведення розгортається мережа командно-спостережних та спостережних пунктів (КСП і СП), рухомих розвідувальних пунктів (ПРП), постів звукової і радіотехнічної розвідки, позицій радіолокаційних станцій, а також висилаються артилерійські розвідувальні групи.
Оптична розвідка ведеться розвідувальними підрозділами артилерійських частин (підрозділів) з командно-спостережних, спостережних і рухомих розвідувальних пунктів на глибину прямої видимості. Для точнішого визначення координат цілей, а також коректування вогню артилерії організовується взаємопов'язане спостереження (з 2—3 СП).
Звукова розвідка для визначення координат стріляючих батарей противника і засікання розривів снарядів своїй артилерії здійснюють підрозділи звукової розвідки.
Радіолокаційна розвідка ведеться за допомогою радіолокаційних станцій наземної артилерійської розвідки (CHAP), переносних станцій наземної розвідки (ПСНР), радіолокаційних станцій ПРП і артилерійських радіолокаційних станцій виявлення мінометів (АРСОМ).
Для радіотехнічної розвідки використовуються наземні розвідувальні станції (НРС), що забезпечують виявлення працюючих радіолокаційних станцій противника, визначення їх координат і основних характеристик.
Аерофоторозвідка і дорозвідка противника фотографуванням ведеться екіпажами вертольотів коректувань і з наземних СП. Матеріали повітряного, а також наземного фотографування обробляють фотограмметрічні підрозділи ракетних військ та артилерії, що мають похідні фотолабораторії.
Завдання цих підрозділів: фотолабораторна обробка і дешифрування матеріалів аерофотозйомки, визначення координат об'єктів (цілей) і їх розмірів; виготовлення і розмноження розвідувальних документів і даних вимірювання для планування ударів ракет і вогню артилерії.